# Carmen Santos Queiruga
Carmen Santos Queiruga (Porto do Son, 24 de maio de 1981) é uma política espanhola, deputada no Parlamento da Galiza pelo Podemos.

## Biografia
Graduada em Ciências Políticas pela Universidade de Santiago de Compostela, é funcionária do Intituto de Pesquisas Marinhas do Conselho Superior de Investigações Científicas em Vigo, desde 2007.
Desde abril de 2016, é secretária geral do Podemos da Galiza. Foi eleita para encabeçar a candidatura do grupo Em Maré na província de Pontevedra nas eleições galegas de 2016, sendo eleita deputada.